# 미추홀학교
미주홀학교는 인천광역시 남동구에 위치한 지적장애나 정서장애가 있는 학생이 재학하는 공립 특수학교다. 현재 중,고등학교와 전공과를 뒀다.

## 연혁
- 2008년 3월 1일 개교